# Tianda Carroll
Tianda Carroll (1993) è un'ex sciatrice alpina canadese.

## Biografia
Attiva in gare FIS dal dicembre del 2008, la Carroll ha esordito in Nor-Am Cup il 13 dicembre 2009 a Panorama in slalom speciale, senza completare la gara, e ha colto il suo unico podio il 14 dicembre 2009 nelle medesime località e specialità (3ª); ha partecipato ai Mondiali juniores del Québec 2013, vincendo la medaglia di bronzo nella gara a squadre.
Si è ritirata al termine della stagione 2014-2015 e la sua ultima gara è stata uno slalom speciale FIS disputato a Vail il 1º aprile, chiuso dalla Carroll al 10º posto; in carriera non ha debuttato in Coppa del Mondo né preso parte a rassegne olimpiche o iridate.

## Palmarès

### Mondiali juniores
- 1 medaglia:
  - 1 bronzo (gara a squadre a Québec 2013)

### Nor-Am Cup
- Miglior piazzamento in classifica generale: 20ª nel 2012
- 1 podio:
  - 1 terzo posto